# 高山文彦 (アニメ監督)
高山 文彦（たかやま ふみひこ、1953年 - ）は、日本のアニメ制作者。主にアニメ監督、映画監督、脚本、演出を手がける。

## 概要
大阪大学に通っていたが出席しなくなり、映画三昧の生活を送っていた。東京に行くことを思いつき正式に退学し、東京でも映画三昧の生活を送っていたところ、友人から「トップクラフトというアニメ会社でアルバイトを探している」ことを聞きつけ、アニメ制作スタジオのトップクラフト（後のスタジオジブリ）へ。そこで原徹に才能を見出された後、アートランドを経てフリー。1989年、OVA『機動戦士ガンダム0080 ポケットの中の戦争』で監督デビュー。
アニメに関わる年数は長く作品自体も著しく評価されているのにもかかわらず、参加した作品は少ない。アニメは宮崎駿、高畑勲しかちゃんと見ていない趣旨を発言した後、押井守や庵野秀明の作品における映像手法を論評している。映画ばかり見ていたので自然と映画オタクになった。初代中村錦之助のファンである。
関わった作品は、見る人に美しい余韻を残す、切なく儚いエンディングを迎えることが多い。

## 演出の特徴
カメラを登場人物だけではなく、その周辺の建物や看板、内装に向ける。顔の表情を止めて（一部パーツを動かす場合もある）台詞を述べないことにより、鑑賞者に役者の心理変化に注目させる。
実写を意識した演出。

## 過去の作品に関する出来事
『機動戦士ガンダム0080 ポケットの中の戦争』
企画の段階ではクリスが死亡する予定だったが、変更した方がおもしろいということで変更させた。インタビューにおいて「ラストはカルヴィーノの『まっぷたつの子爵』を意識していた」と答えたが、後に「ヘミングウェイの『老人と海』におけるカジキマグロのシーンの模倣であった」と気付いた。バーニィがジオン兵とばれるシーンは「『大脱走』が元ネタだ」と発言している。
『WXIII 機動警察パトレイバー』
新OVA時代よりパトレイバーシリーズ参加を押井守、出渕裕などから要請を受けていたが、参加しなかった。この作品でパトレイバーシリーズについに参加となったが、結局アニメ製作の遅れから監督から総監督に変更させられ、監督は遠藤卓司が後任となり自身は指揮をとる形となったため、高山による完全パッケージ作品とはならなかった。
『ラーゼフォン』
出渕裕は高山を大変評価しており、自身の監督作品『ラーゼフォン』に脚本家として招いた。特に第19楽章「ブルーフレンド」は、構成を考える段階で高山に脚本を書いてもらうことに決めていた。出渕曰く、「もっと非道くて、いい話にしてくれるから」。
『青い花』
『青い花』の脚本を書き始めた頃、偶然読んだ上田敏の『花の教え』という詩に「この時、百合は追風に」というフレーズがあった。そのとき、「そうか、世界が俺にやれと言っているんだ」と思ったと発言している。

## 作品リスト
※監督・シリーズ構成担当作は太字。
- 1982年 演出『超時空要塞マクロス』
- 1982年 監督『オズの魔法使い』
- 1985年 演出『魔法のスターマジカルエミ』
- 198?年 監督『バブルガムクライシス PART7』
- 1989年 監督『機動戦士ガンダム0080 ポケットの中の戦争』
- 1990年 演出『ふしぎの海のナディア』
- 1991年 監督『装甲巨神Zナイト』（店頭プロモーションビデオ）
- 1993年 監督、ストーリー原案『超時空世紀オーガス02』
- 2001年 総監督『WXIII 機動警察パトレイバー』
- 2002年 脚本『ラーゼフォン』
- 2003年 監修・シリーズ構成・脚本『ガンパレード・マーチ 〜新たなる行軍歌〜』
- 2004年 企画協力・脚本『光と水のダフネ』
- 2006年 シリーズ構成・脚本『よみがえる空 -RESCUE WINGS-』
- 2007年 脚本『ストレンヂア 無皇刃譚』
- 2008年 脚本『鉄腕バーディー DECODE』
- 2009年 脚本『鉄腕バーディー DECODE:02』
- 2009年 シリーズ構成・脚本『青い花』
- 2011年 脚本『魔乳秘剣帖』
- 2014年 絵コンテ『スペース☆ダンディ』
- 2017年 シリーズ構成・脚本『アリスと蔵六』